# 伊斯特萊克 (密蘇里州)
伊斯特萊克（英語：East Lake）是位於美國密蘇里州新馬德里縣的鬼鎮。

## 歷史
伊斯特萊克的郵局於1892年設立，其後於1905年停運。

## 地理
伊斯特萊克所處的海拔為高於海平面93米（即305英呎），而該地所採用的時區為UTC-6，即北美中部時區（CST）。同時該地設有夏令時間，為UTC-6調快一小時，即UTC-5（CDT）。